# David Bexell
David Enoch Fridolf Samuel Bexell (* 24. August 1861 in Barnarp (heute in der Gemeinde Jönköping), Småland, Schweden; † 5. Juli 1938 in Tirupattur, Südindien) war ein schwedischer lutherischer Bischof.
Bexell war Sohn des Pfarrers Josef Bexell und dessen Frau Maria Hansson. Er studierte in Lund und Leipzig und wurde 1887 in Växjö ordiniert. Die Schwedische Kirche entsandte ihn als Missionar nach Indien, wo er lebenslang in verschiedenen Missionsstationen tätig war, unter anderem von 1893 bis 1899 in Coimbatore und von 1900 bis 1909 in Pudukkottai. 1913 wurde er Superintendent der Diözese, aus der 1919 die selbständige Tamil Evangelical Lutheran Church wurde. Im Jahr 1927 wurde er zum Bischof von Tranquebar und somit zum leitenden Bischof dieser Kirche gewählt. 1934 wurde er emeritiert. 
Bexell übersetzte klassische christliche Literatur, z. B. Magnus Friedrich Roos, in die tamilische Sprache und veröffentlichte 1933 ein Englisch-Tamilisches Wörterbuch, das so genannte Tranquebar Dictionary, welches das Ergebnis seiner lebenslangen Arbeit war und die Verbindungen zwischen tamilischer und europäischer Kultur erleichterte.